# Barleria mysorensis
Barleria mysorensis es una especie de planta floral del género Barleria, familia Acanthaceae.

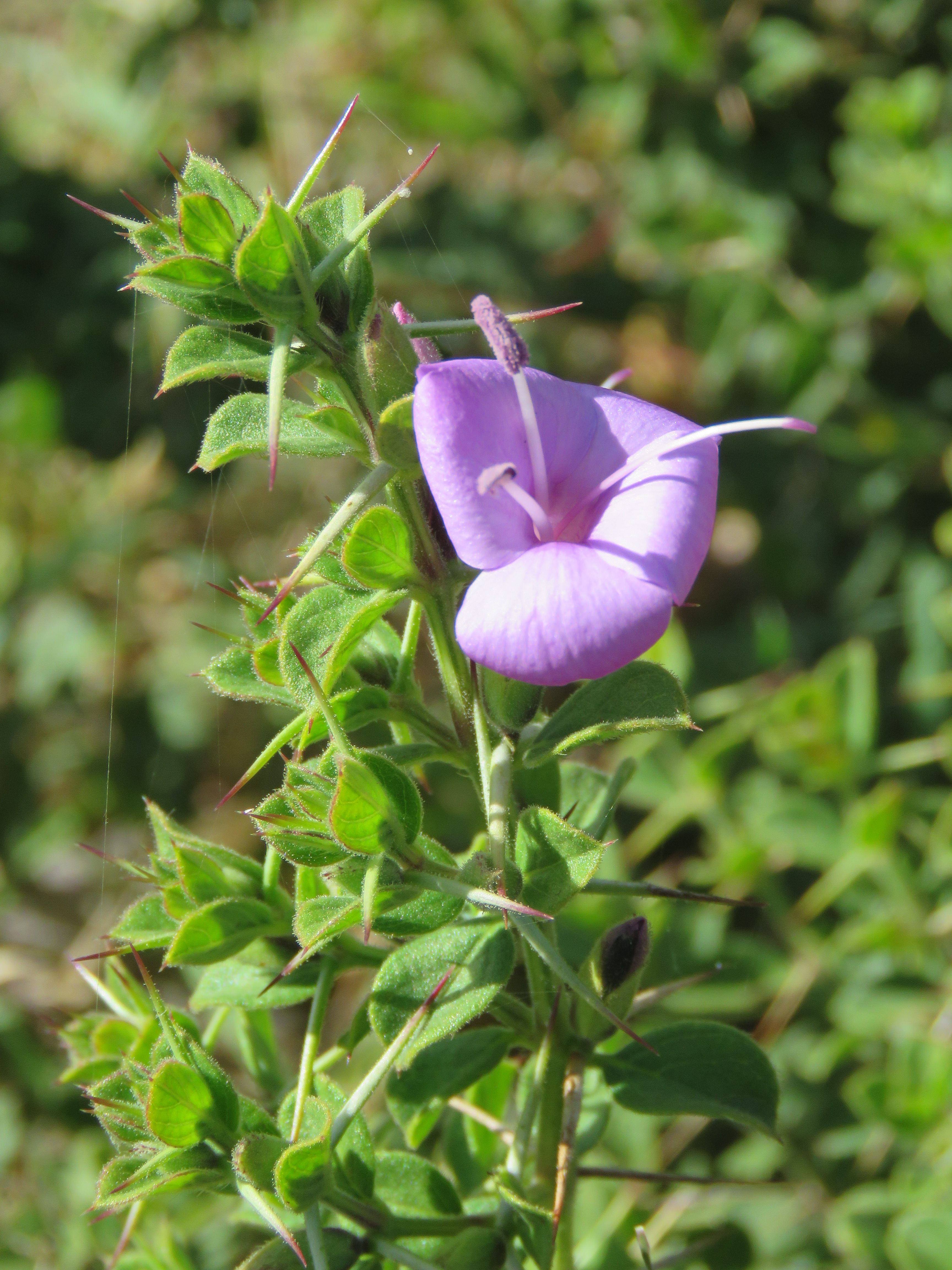
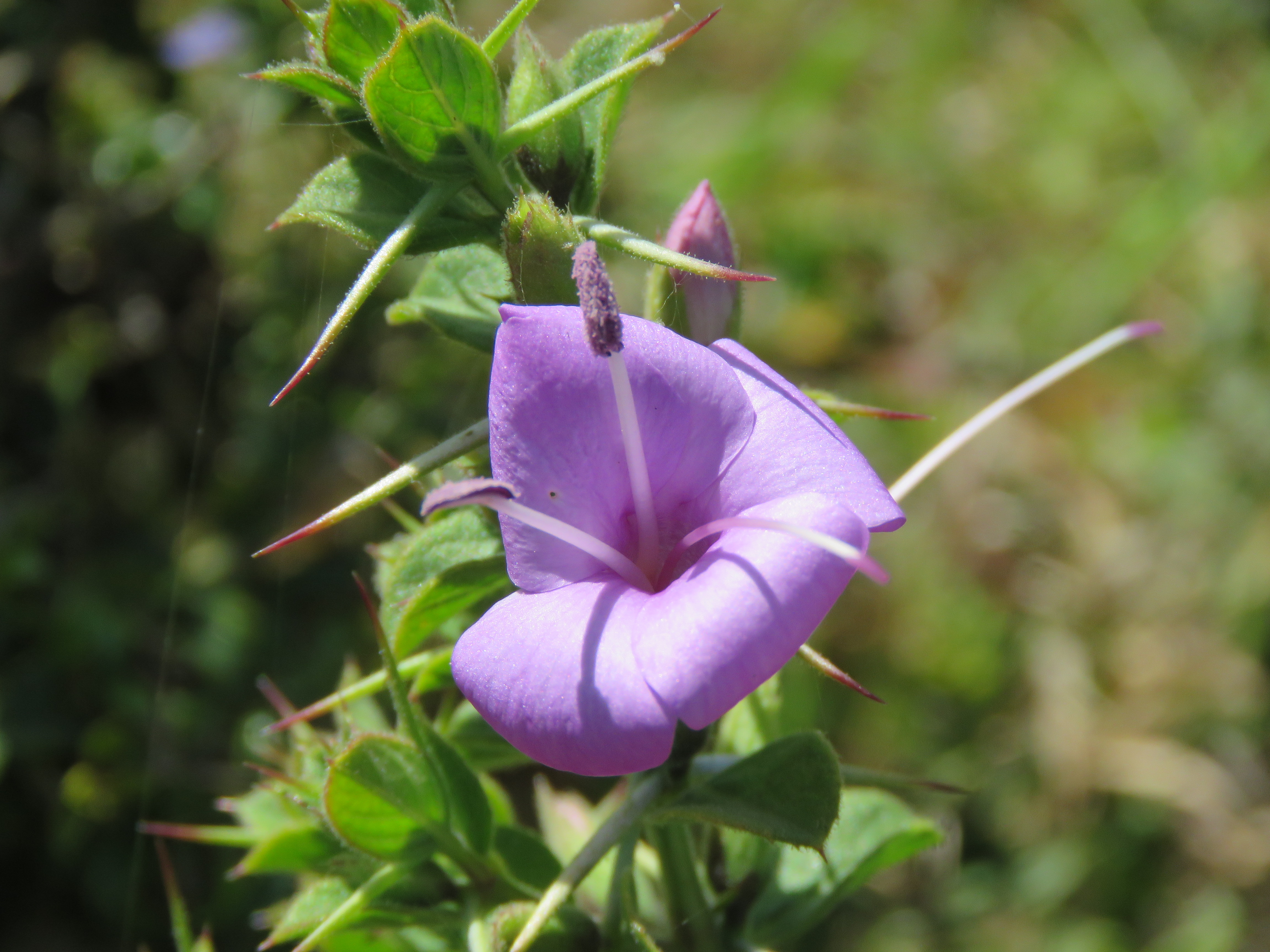
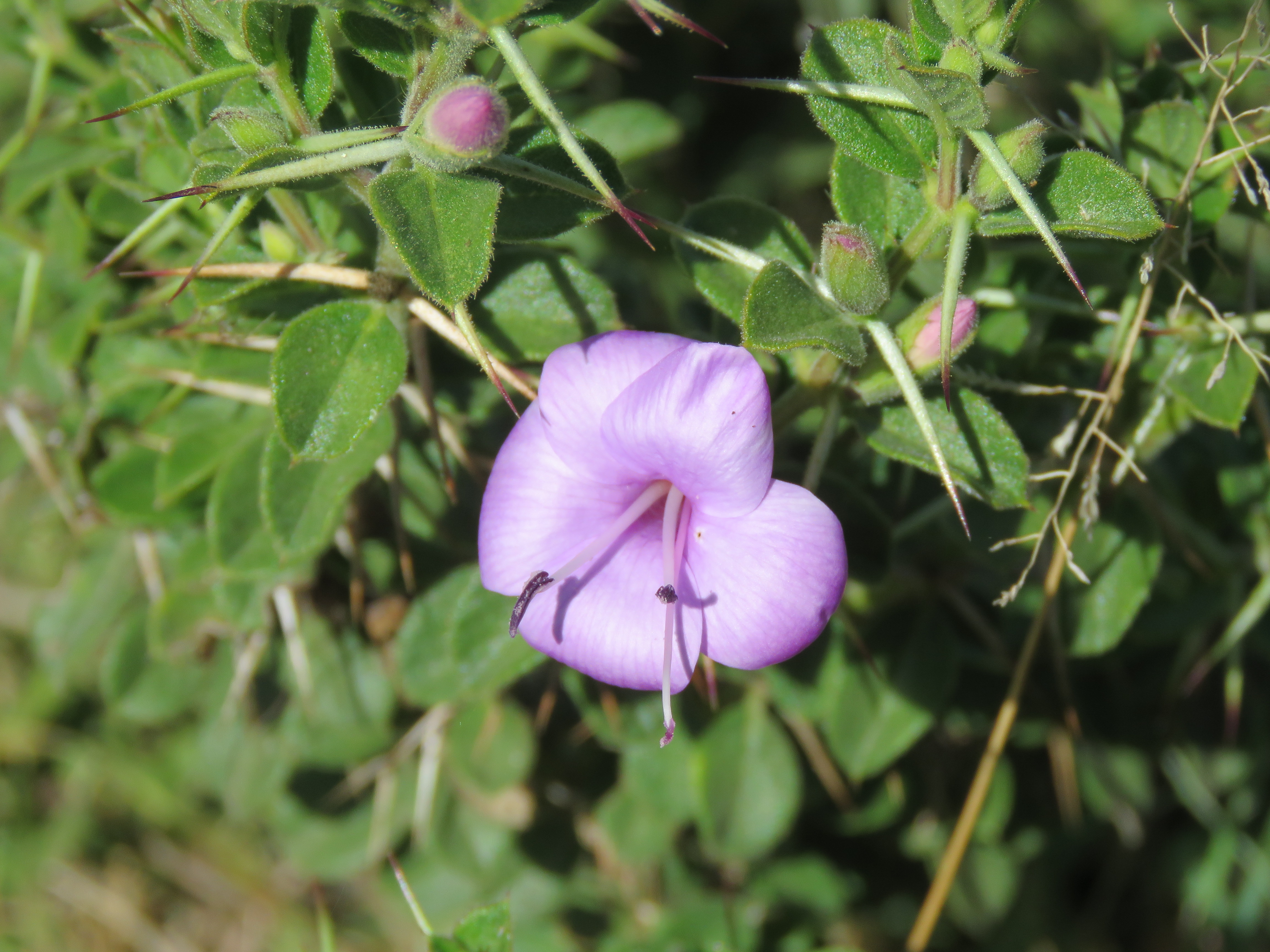

Es nativa de India y Sri Lanka.